# Группа Скульптора
Группа Скульптора — гравитационно-несвязанная группа галактик, находящаяся в созвездии Скульптор, недалеко от южного полюса нашей Галактики. Группа является одной из ближайших групп галактик к Местной группе: расстояние от Млечного Пути до центра группы составляет около 3,9 Мпк (около 12,7 млн световых лет).
Галактика Скульптор (NGC 253) и несколько других галактик формируют гравитационно-связанное ядро в центре этой группы. Несколько других галактик на периферии ассоциированы с этой группой, но не являются гравитационно-связанными. Вследствие того, что большинство галактик в этой группе являются слабо гравитационно-связанными, то группа может быть описана как галактическая нить.

## Состав
В таблице перечислены галактики, которые согласно исследованиям И. Д. Караченцева связаны с Галактикой Скульптор и таким образом связаны со всей группой.
| Наименование                                          | Тип         | Прямое восхождение (J2000.0) | Склонение (J2000.0) | Красное смещение (км/с) | Звёздная величина |
| ----------------------------------------------------- | ----------- | ---------------------------- | ------------------- | ----------------------- | ----------------- |
| IC 1574                                               | IM(s)m      | 00ч 43м 03.8с                | −22° 14′ 49″        | 363 ± 4                 | 15.1              |
| NGC 59                                                | SA(rs)0     | 00ч 15м 25.1с                | −21° 26′ 39.8″      | 362 ± 10                | 13.1              |
| NGC 247                                               | SAB(s)d     | 00ч 47м 08.5с                | −20° 45′ 37″        | 156 ± 2                 | 9.9               |
| NGC 625                                               | SB(s)m      | 01ч 35м 04.6с                | −41° 26′ 10″        | 396 ± 1                 | 11.7              |
| NGC 7793                                              | SA(s)d      | 23ч 57м 49.8с                | −32° 35′ 28″        | 227 ± 2                 | 10.0              |
| PGC 2881                                              | IABm        | 00ч 49м 20.9с                | −18° 04′ 32″        |                         | 16.5              |
| PGC 2933                                              | IAB(s)m pec | 00ч 50м 24.3с                | −19° 54′ 24″        |                         | 16.6              |
| PGC 6430                                              | IB(s)m      | 01ч 45м 03.7с                | −43° 35′ 53″        | 391 ± 2                 | 12.7              |
| Sculptor-dE1                                          | dE          | 00ч 23м 51.7с                | −24° 42′ 18″        |                         | 16.9              |
| Карликовая неправильная галактика Скульптор (PGC 621) | IBm         | 00ч 08м 13.4с                | −34° 34′ 42″        | 221 ± 6                 | 15.5              |
| Галактика Скульптор (NGC 253)                         | SAB(s)c     | 00ч 47м 33.1с                | −25° 17′ 18″        | 243 ± 2                 | 8.0               |
| UGCA 15                                               | IB(s)m      | 00ч 49м 49.2с                | −21° 00′ 54″        | 295 ± 0                 | 15.2              |
| UGCA 442                                              | SB(s)m      | 23ч 43м 45.5с                | −31° 57′ 24″        | 267 ± 2                 | 13.6              |

Ранее неправильная галактика NGC 55, спиральная галактика NGC 300, а также их спутники рассматривались многими исследователями в составе Группы Скульптора, однако недавние измерения расстояния до этих галактик показали, что NGC 55, NGC 300 и их спутники находятся ближе к нам и, возможно, не связаны с Группой Скульптора.